# Serso

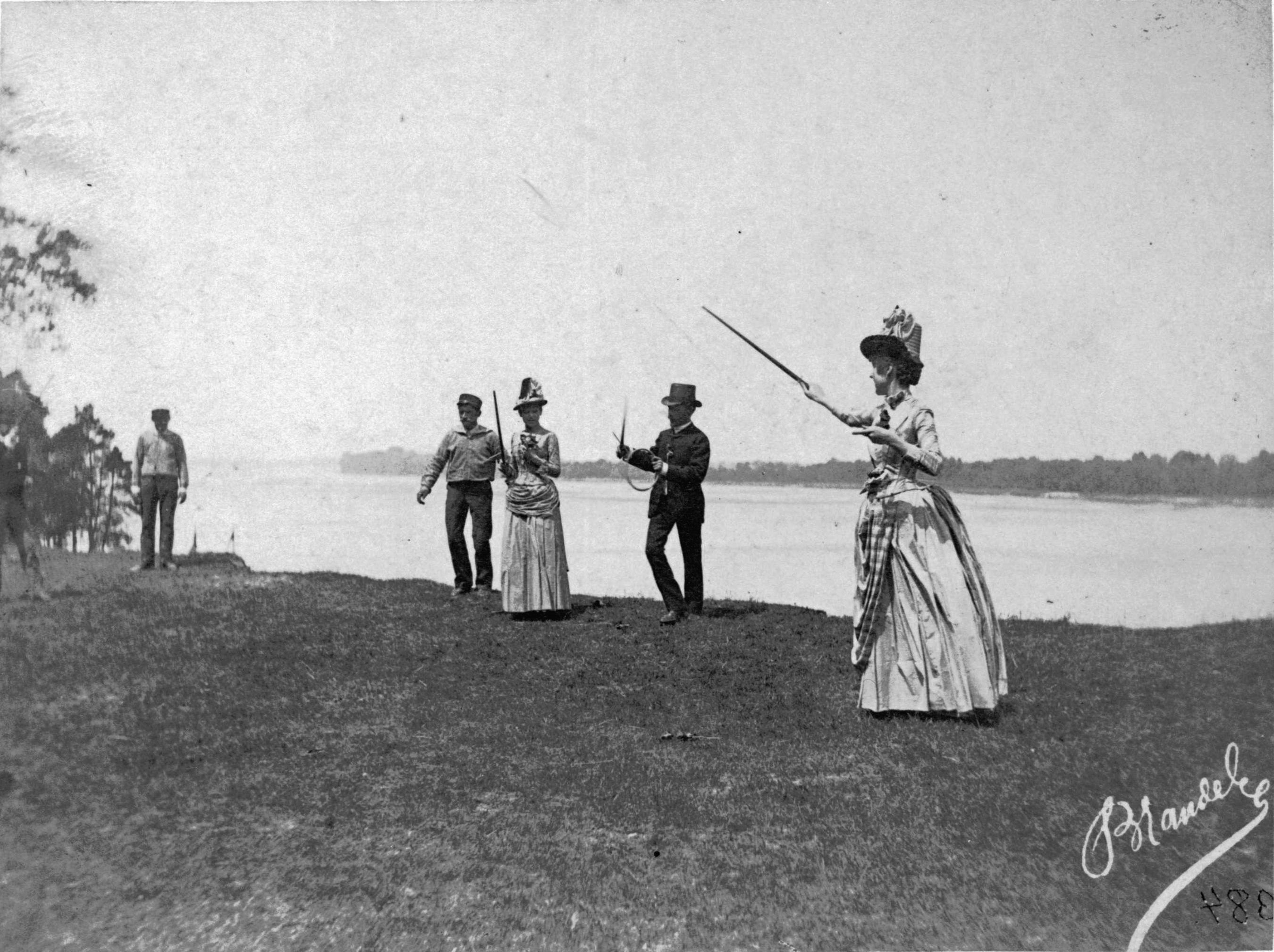
Gra w serso, ok. 1885

Serso (fr. cerceau – obręcz) – gra rekreacyjna dla dwóch osób polegająca na rzucaniu i chwytaniu niewielkiego wiklinowego kółka na kijek. Została wynaleziona we Francji w pocz. XIX w., popularna w XIX i XX w. Była początkowo uznawana za grę dla młodych dziewcząt.
Średnica obręczy wynosi 23 cm, a długość kijka – od 38 do 61 cm. Dodatkowo obręcz może zawierać kolorowe wstążki, ułatwiające jej złapanie. 